# Den åttonde dagen (musikalbum)
Den åttonde dagen är den svenske bluesmusikern Rolf Wikströms fjärde studioalbum som soloartist, utgivet på skivbolaget Metronome 1979.

## Låtlista
Där inte annat anges är låtarna skrivna av Rolf Wikström.
A
1. "Hemma igen" – 3:56
2. "Sen såg jag dig" – 4:40
3. "Vad är det som dom gör" – 1:37
4. "Svinhugg går igen" – 3:34
5. "Blues läker dina sår" ("I'll Play the Blues for You", Jerry Reach) – 5:09

B
1. "Den åttonde dagen" – 5:31
2. "Starka band" – 2:16
3. "Kulor och kanoner" – 11:40

## Medverkande
- Marie Bergman – kör
- Björn Borg – trumpet
- Tommy Cassemar – bas
- Dave Castle – altsax, barytonsax
- Christer Eklund – tenorsax
- Maritza Horn – kör
- Ali Lundbohm – trummor
- Turid Lundqvist – kör
- Björn J:son Lindh – klaviaturer, flöjt
- Rolf Wikström – gitarr

### Fotnoter
1. 1 2  ”Den åttonde dagen”. Discogs.com. http://www.discogs.com/Rolf-Wikstr%C3%B6m-Den-%C3%85ttonde-Dagen/release/2474349. Läst 8 januari 2013.